# Rudolf Haym
Rudolf Haym (5 octobre 1821 - 27 août 1901) est un philosophe prussien.
Il est né à Grünberg-en-Silésie en province de Silésie, et mort à Sankt Anton am Arlberg. Il a étudié la philosophie et la théologie à Halle et Berlin.